# Creature (groupe)
Pour les articles homonymes, voir Creature.
Creature est un groupe de heavy metal allemand, originaire de Hambourg. Le groupe est particulièrement connu dans la scène heavy metal underground allemande. Le groupe ne doit pas être confondu avec un autre groupe homonyme, formé en 1997 à Schorndorf.

## Biographie
Creature est formé dans les années 1980. En 1989, ils publient un premier album éponyme. En 2003, le label Karthago Records réédite leur premier album sous le titre de Way to Paradise.
Après dix ans d'absence, le groupe refait surface avec la publication d'un nouvel album studio intitulé Ride the Bullet. Il s'agit du premier album original du groupe en 25 ans. Ride the Bullet est annoncé le 18 septembre 2015 au label Kathargo Records, ainsi qu'au label Pure Steel Records pour une distribution à l'international,.

## Discographie
- 1999 : Creature
- 2003 : Way to Paradise (réédition de Creature avec 3 chansons bonus)
- 2015 : Ride the Bullet